# Loudness (gruppo musicale)
I Loudness (ラウドネス?, Raudonesu), sono un gruppo heavy metal giapponese fondato a Osaka nel Maggio del 1981 dal chitarrista Akira Takasaki e dal batterista Munetaka Higuchi.
Tra i primi gruppi giapponesi a interpretare il genere, i Loudness sono inoltre il primo gruppo proveniente dal Giappone ad acquisire notorietà all'estero, riuscendo a raggiungere la Billboard Top 100 nel loro periodo di maggior successo e a pubblicare album per un'etichetta discografica statunitense.

## Storia del gruppo

### Le origini (1980-1983)
Il gruppo nacque da una costola dei Lazy, gruppo pop rock nato nel 1973 e scioltosi nel febbraio del 1980. Lo scioglimento fu in particolare voluto da Takasaki (noto come Suzy), Higuchi (detto Davy) e dal bassista Hiroyuki Tanaka (detto Funny), insoddisfatti del genere intrapreso e decisi a sperimentare nuovi percorsi musicali, tra cui l'heavy metal, genere allora poco diffuso in Giappone, seppure in crescita.
Sostituito Tanaka (entrato a far parte dei Neverland, gruppo attivo nella composizione di colonne sonore per anime) con Masayoshi Yamashita e completata la formazione con il cantante Minoru Niihara, già bassista del gruppo Earthshaker, i Loudness firmarono un contratto con la Nippon Columbia, per la quale pubblicarono (novembre 1981) il loro album di debutto, intitolato The Birthday Eve. Nonostante la mancanza di promozione, l'album (composto perlopiù da tracce scritte da Takasaki durante il periodo di militanza con i Lazy) riscosse un buon successo grazie alla buona prestazione dei quattro musicisti, in particolare di Takasaki. I due album successivi, pubblicati in rapida successione (Devil Soldier del 1982 e  The Law of Devil's Land del 1983), accrebbero la notorietà dei Loudness in patria che riuscirono ad organizzare il loro primo tour internazionale, avvenuto in Europa e negli Stati Uniti tra il giugno e il luglio del 1983.

### L'approdo in occidente (1984-1988)
Al termine della tournée il gruppo registrò Disillusion, primo album dei Loudness ad essere inciso al di fuori del Giappone nonché primo disco del gruppo ad essere pubblicato sia in lingua giapponese per il mercato interno, sia in lingua inglese per il mercato esterno. L'album ebbe un buon riscontro di vendite (nonostante alcune difficoltà di pronuncia da parte di Niihara) con alcuni brani divenuti capisaldi della discografia del gruppo.
Il crescente successo dei Loudness al di fuori del Giappone attirò l'interesse della Atlantic Records, che permise loro di registrare l'album Thunder in the East. Pur presentando delle sonorità differenti rispetto all'esordio il disco ricevette consensi positivi, con il singolo Crazy Night che raggiunse la settantaquattresima posizione nella Billboard 200. Lightning Strikes (pubblicato in Giappone con il titolo Shadows of War e con una differente disposizione delle tracce) e Hurricane Eyes (caratterizzato da un uso più massiccio degli strumenti elettronici), pubblicati rispettivamente nel 1986 e nel 1987, perseguirono la stessa linea stilistica adottata con Thunder in the East confermando il successo negli Stati Uniti, ma comportando la perdita di fans della vecchia guardia in Giappone.

### Il declino (1988-1993)
Nel 1988, subito dopo la pubblicazione dell'EP Jealousy (destinato al solo mercato giapponese) Takasaki, su suggerimento del produttore Max Norman, licenziò Niihara prendendo come motivazione il fatto che la carente pronuncia inglese del cantante impedisse al gruppo di affermarsi adeguatamente all'estero. Al suo posto fu assunto il cantante statunitense Mike Vescera: inizialmente i Loudness seppero tenere il passo grazie ai riscontri di vendita di Soldier of Fortune (primo album in studio pubblicato con Vescera alla voce, nel 1989) e al seguente tour del 1990. Nel 1991 l'esperienza con Vescera iniziò a declinare: dopo la pubblicazione di On the Prowl (costituito da quattro tracce inedite e sette rifacimenti di vecchi brani con testi modificati e riadattati da Vescera) e il tour negli Stati Uniti, il cantante abbandonò i Loudness per unirsi al gruppo di Yngwie Malmsteen.
Poco tempo dopo l'abbandono di Vescera, al ritorno in Giappone, il gruppo vide anche la defezione di Yamashita, sostituito dall'ex bassista degli X Japan (prima del 1993 noti solo come "X"), Taiji Sawada. Reclutato l'ex cantante degli EZO Masaki Yamada il gruppo pubblicò, tra il 1992 e il 1993, l'album in studio Loudness e il live Once And For All, caratterizzati da sonorità più dure rispetto ai dischi prodotti negli Stati Uniti.

### Nuovi percorsi (1993-1999)
La formazione durò però poco dal momento che, nel 1993, abbandonarono sia Higuchi (unitosi agli Sly, progetto di Niihara), che Sawada. Grazie alla conversione al buddhismo avvenuta durante un viaggio in India, Takasaki riuscì a ritrovare motivazioni per proseguire con il gruppo: richiamato Yamada e reclutato l'ex batterista degli EZO Hirotsugu Homma, i Loudness produssero, nel 1994, l'album Heavy Metal Hippies, influenzato dalle sonorità grunge e della world music. Completata la formazione con l'ex bassista degli Anthem Naoto Shibata, i Loudness produssero tre album in studio (Ghetto Machine, Dragon ed Engine, caratterizzati da sonorità vicine al groove metal con forti influenze psichedeliche e della musica etnica) e un live (Loud 'N' Raw), pubblicati tra il 1995 e il 1999. In quello stesso periodo il gruppo continuò l'attività dal vivo con tour in Asia e in Europa.

### La reunion (2000-oggi)
Nel 2000, su suggerimento di Yamada, Takasaki richiamò gli altri componenti originari (Niihara, Yamashita e Higuchi), dando vita alla reunion del gruppo in occasione del ventesimo anniversario della fondazione. Tale ricorrenza fu celebrata pubblicando, nel 2001, un nuovo album in studio intitolato Spiritual Canoe, seguito da un tour. Negli anni successivi la formazione originale restò unita continuando sia l'attività in studio (furono pubblicati sei album in sette anni, che vedevano il gruppo proporre lo stesso genere adottato negli anni ottanta, fortemente influenzato da vari generi anche lontani tra di loro), sia quella dal vivo, sospendendola nell'aprile del 2008 a causa della diagnosi di un cancro al fegato dI Munetaka Higuchi.
La morte del batterista, avvenuta il 30 novembre, non arrestò l'attività del gruppo che continuò a registrare album in studio (tra cui The Everlasting, realizzato su parti di batteria pre-registrate da Higuchi) e ad effettuare tournée con Masayuki Suzuki chiamato a sostituire il suo predecessore deceduto.

## Formazione

### Formazione attuale
- Minoru Niihara - voce (1981-1988, 2001-)
- Akira Takasaki - chitarra (1981-)
- Masayoshi Yamashita - basso (1981-1991, 2001-)
- Masayuki Suzuki - batteria (2009-)

### Ex componenti
- Munetaka Higuchi - batteria (1981-1993, 2001-2008)
- Masaki Yamada - voce (1992-2000)
- Hirotsugu Homma - batteria (1994-2000)
- Naoto Shibata - basso (1995-2000)
- Taiji Sawada - basso (1992-1993)
- Mike Vescera - voce (1989-1991)

## Discografia
- 1981 - The Birthday Eve (Nippon Columbia)
- 1982 - Devil Soldier (Nippon Columbia)
- 1983 - The Law of Devil's Land (Nippon Columbia)
- 1984 - Disillusion (Music for Nations)
- 1985 - Thunder in the East (Music for Nations)
- 1986 - Shadows of War (ATCO)
- 1987 - Hurricane Eyes (ATCO)
- 1989 - Soldier of Fortune (ATCO)
- 1991 - On the Prowl (ATCO)
- 1992 - Loudness (WEA)
- 1994 - Heavy Metal Hippies (WEA)
- 1997 - Ghetto Machine (Rooms Records)
- 1998 - Dragon (Rooms Records)
- 1999 - Engine (Rooms Records)
- 2001 - Spiritual Canoe (Nippon Columbia)
- 2001 - Pandemonium (Nippon Columbia)
- 2002 - Biosphere (Nippon Columbia)
- 2004 - Terror (Tokuma Japan)
- 2004 - Racing (Tokuma Japan)
- 2006 - Breaking the Taboo (Tokuma Japan)
- 2008 - Metal Mad (Tokuma Japan)
- 2009 - The Everlasting (Tokuma Japan)
- 2010 - King of Pain (Tokuma Japan)
- 2011 - Eve to Dawn (Tokuma Japan)
- 2012 - 2･0･1･2 (Tokuma Japan)
- 2014 - The Sun Will Rise Again (Thunderball667)
- 2018 - Rise to Glory (EarMusic)

## Videografia

### VHS
- Live-Loud-Alive: Loudness In Tokyo (1983)
- Eurobounds (1984)
- Thunder In The East (1985)
- Live In Tokyo ~ Lightning Strikes (1986)
- Video Loudest (1991)
- Black Widow ~Once And For All~ (1992)
- Welcome To The Slaughter House (1992)

### DVD
- Eurobounds (2000)
- The Soldier's Just Came Back (2001)
- 20th Anniversary Pandemonium Tour (2002)
- Live In Tokyo ~ Lightning Strikes (2002)
- Video Loudest (2002)
- Live Biosphere (2003)
- Live Terror 2004 (2004)
- Rock-Shocking The Nation (2005)
- Live-Loud-Alive: Loudness In Tokyo (2005)
- Live Limited Edit At Germany In 2005 (2005)
- Loudness In America '06 ~ Live Shocks World Circuit 2006 Chapter 1 (2006)
- Thanks 25th Anniversary: Loudness Live at International Forum (2007)
- Welcome To The Slaughter House (2008)
- Black Widow ~Once And For All~ (2008)
- The Legend Of Loudness ~Live Complete Best~ (4 dvd boxset) (2008)
- Munetaka Higuchi Forever Our Hero (2009)
- Classic Loudness Live 2009 Japan Tour The Birthday Eve-Thunder In The East (2010)
- Tsuitou Live 2009 - Munetaka Higuchi Forever Our Hero (2010)

### Bootlegs ufficiali
- Loudness Live: Loudness Presents Loud 'n' Fest Vol.1 At Club Città VHS (2002)
- Loudness Live In Seoul 2005.12.05 DVD (2005)
- Loudness Liveshocks 2008 Metal Mad Quattro Circuit DVD (2008)